# Seznam zápasů kubánské fotbalové reprezentace na MS
Kubánská fotbalová reprezentace byla celkem 1x na mistrovstvích světa ve fotbale a to v roce 1938.
- Aktualizace po MS 1938 - Počet utkání - 3 - Vítězství - 1x - Remízy - 1x - Prohry - 1x

| Číslo | Soupeř   | Výsledek   | MS      | Fáze turnaje    | Góly Kuby                                   |
| ----- | -------- | ---------- | ------- | --------------- | ------------------------------------------- |
| 1.    | Rumunsko | 3 – 3 (PP) | MS 1938 | první kolo      | Héctor Socorro, Tomás Fernández, Juan Tuñas |
| 2.    | Rumunsko | 2 – 1      | MS 1938 | 0pakovaný zápas | Héctor Socorro, Carlos Oliveira             |
| 3.    | Švédsko  | 0 – 8      | MS 1938 | čtvrtfinále     |                                             |